# Sunnyside (Washington)
Sunnyside ist eine City im Yakima County im US-Bundesstaat Washington. Zum United States Census 2020 hatte Sunnyside 16.375 Einwohner.

## Geschichte

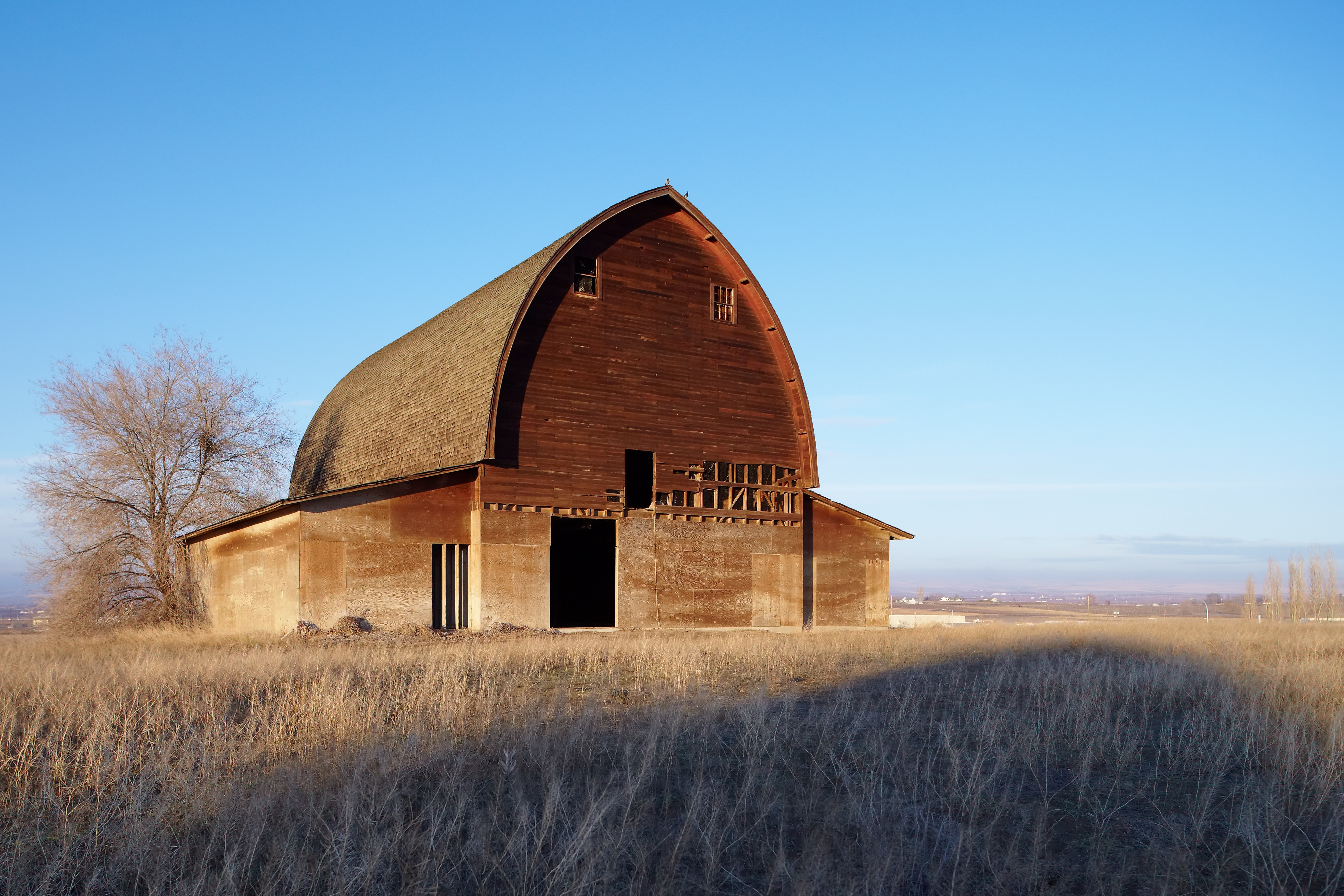
Denkmalgeschützte Scheune in Sunnyside

Am 16. September 1902 stimmten die Einwohner im Verhältnis 42:1 für die Anerkennung als Kleinstadt (Town). Laut Gesetz des Bundesstaates musste eine Kleinstadt mindestens 300 Einwohner aufweisen, um sie als solche anerkennen zu können. Mit 314 Einwohnern war Sunnyside damals gerade in diese Kategorie gefallen.
Der erste Bürgermeister von Sunnyside war der Apotheker James Henderson.
Die Siedlung wurde 1893 von Walter N. Granger gegründet. Der Name „Sunnyside“ wurde von einem Händler namens W. H. Cline geprägt. Granger war in die Finanzierung und den Bau des Sunnyside Canal involviert, welcher zur Bewässerung des Gebietes durch den Yakima River dienen sollte. Aufgrund des Börsenkrachs von 1893 wurden jedoch Grangers Kredite gekündigt und die Bevölkerung der Stadt schrumpfte auf sieben Familien zusammen. Bis zum Jahresende 1901 hatte sich die Bevölkerung wieder verdoppelt und erreichte schließlich die Zahl von 300 Personen. Die Ortslage umfasste „eine Bank, elf Läden, drei Hotels, eine Zeitung, zwei Hufschmiede, zwei Tanzlokale, drei Kirchen und eine große, im Wachstum begriffene Schule“.
Das Bevölkerungswachstum in Sunnyside wurde in jener Zeit durch die Einwanderung von Dunkards, Angehörigen einer Täufer-Gemeinde aus South Dakota, angeregt. Die Zahl dieser Dunkards war so groß, dass 1902 berichtet wurde, dass sie „einen geräumigen Ort für den Gottesdienst in Sunnyside gebaut“ hätten, welcher zu jener Zeit die größte Kirche im Yakima County darstellte.
Die Dunkards, Mitglieder der German Baptist Progressive Brethren, zogen nach Sunnyside, um die von ihnen so genannte Christian Cooperative Colony zu errichten. Die Täufer kauften die gesamte Stadt auf und waren die Gründer der ersten Bank und eines Telefon-Netzes. Sie setzten Bestimmungen zum Verbot von Alkohol, Tanzveranstaltungen und Glücksspiel als Bedingung für den Verkauf jeder einzelnen Parzelle durch. Aus diesem Grund ist die Stadt auf alten Karten von Washington mit einem Kreuz- oder Halo-Symbol dargestellt.
Später, in den 1930er Jahren, zogen auch Flüchtlinge aus dem Dust Bowl nach Sunnyside.
Unter der Führung des Bürgermeisters William Bright „Billy“ Cloud (1870–1959) wurde am 5. Juni 1917 in Sunnyside ein Projekt zur Befestigung der schmutzigen Straßen beschlossen. Dieses Projekt war notwendig geworden, weil in den Jahren der Bewässerung der Grundwasserspiegel so stark angestiegen war, dass die Straßen unerträglich schlammig geworden waren. Die Gesamtkosten betrugen 62.629,45 US$.
1948 war Sunnyside die erste Stadt in Washington, die eine Council-Manager genannte Form der Legislative umsetzte. Diese Form besteht aus einem gewählten Stadtrat, welcher für die politischen Entscheidungen verantwortlich ist, sowie einem hauptberuflichen Stadtverwalter (City Manager), der vom Stadtrat berufen wird und für die Verwaltung verantwortlich zeichnet. Der Stadtverwalter bietet Politik-Beratung an, führt das Tagesgeschäft in der Stadtverwaltung, bearbeitet Personalfragen (einschließlich der Einstellung und Entlassung von Angestellten) und ist für die Aufstellung des Haushaltsplans verantwortlich. Dem Stadtrat ist es durch die Council-Manager-Statuten verboten, sich in die Verwaltung des Managers einzumischen. Der City Manager wiederum kann jederzeit direkt durch ein Mehrheitsvotum des Stadtrates bestellt oder entlassen werden.
Sunnyside erhielt 1979 die Auszeichnung als All-America City, die jährlich an zehn Städte in den USA für die gemeinschaftliche Meisterung großer Herausforderungen und das Erreichen ungewöhnlicher Ergebnisse vergeben wird.

## Geographie
Nach dem United States Census Bureau nimmt die Stadt eine Gesamtfläche von 17,17 km² ein, worunter keine Wasserflächen sind.
Sunnyside liegt etwa 295 km östlich von Seattle, westlich von Spokane und nordöstlich von Portland.

### Klima
Sunnyside hat nach der Klimaklassifikation nach Köppen und Geiger ein winterkaltes Wüstenklima (abgekürzt „BWk“).
|                        | Jan    | Feb    | Mär    | Apr    | Mai   | Jun   | Jul   | Aug   | Sep   | Okt    | Nov    | Dez    |   |        |
| Mittl. Temperatur (°C) | −0,58  | 2,83   | 7,22   | 11,22  | 15,53 | 19,22 | 22,42 | 21,47 | 17,03 | 11,14  | 4,61   | 0,36   | ⌀ | 11,1   |
| Mittl. Tagesmax. (°C)  | 21,11  | 22,22  | 27,78  | 35,56  | 40,00 | 41,67 | 44,44 | 42,22 | 39,44 | 31,67  | 25,00  | 20,56  | ⌀ | 32,7   |
| Mittl. Tagesmin. (°C)  | −32,22 | −28,33 | −13,89 | −15,56 | −4,44 | 0,00  | 3,89  | 2,22  | −7,78 | −11,11 | −30,56 | −34,44 | ⌀ | −14,3  |
|                        |        |        |        |        |       |       |       |       |       |        |        |        |   |        |
| Niederschlag (mm)      | 22,86  | 15,75  | 11,43  | 11,94  | 13,72 | 13,72 | 4,57  | 6,35  | 10,92 | 14,73  | 22,86  | 23,62  | Σ | 172,47 |
|                        |        |        |        |        |       |       |       |       |       |        |        |        |   |        |
| Regentage (d)          | 7      | 6      | 5      | 4      | 5     | 4     | 2     | 2     | 3     | 5      | 7      | 8      | Σ | 58     |

| −32,22 |

| −28,33 |

| −13,89 |

| −15,56 |

| −4,44 |

| 0,00 |

| 3,89 |

| 2,22 |

| −7,78 |

| −11,11 |

| −30,56 |

| −34,44 |

| −32,22 |

| −28,33 |

| −13,89 |

| −15,56 |

| −4,44 |

| 0,00 |

| 3,89 |

| 2,22 |

| −7,78 |

| −11,11 |

| −30,56 |

| −34,44 |

## Demographie
| Jahr | Einwohner¹ |
| ---- | ---------- |
| 1910 | 1.379      |
| 1920 | 1.809      |
| 1930 | 2.113      |
| 1940 | 2.368      |
| 1950 | 4.194      |
| 1960 | 6.208      |
| 1970 | 6.751      |
| 1980 | 9.225      |
| 1990 | 11.238     |
| 2000 | 13.905     |
| 2010 | 15.858     |
| 2020 | 16.375     |

¹ 1910–2020: Volkszählungsergebnisse

### Census 2000
Nach der Volkszählung von 2000 gab es in Sunnyside 13.905 Einwohner, 3.827 Haushalte und 3.000 Familien. Die Bevölkerungsdichte betrug 903,8 pro km². Es gab 4.070 Wohneinheiten bei einer mittleren Dichte von 264,6 pro km².
Die Bevölkerung bestand zu 42,61 % aus Weißen, zu 0,4 % aus Afroamerikanern, zu 0,63 % aus Indianern, zu 0,69 % aus Asiaten, zu 0,09 % aus Pazifik-Insulanern, zu 52,58 % aus anderen „Rassen“ und zu 3,01 % aus zwei oder mehr „Rassen“. Hispanics oder Latinos „jeglicher Rasse“ bildeten 73,05 % der Bevölkerung.
Von den 3827 Haushalten beherbergten 50,2 % Kinder unter 18 Jahren, 55,1 % wurden von zusammen lebenden verheirateten Paaren, 16,6 % von alleinerziehenden Müttern geführt; 21,6 % waren Nicht-Familien. 18,6 % der Haushalte waren Singles und 11 % waren alleinstehende über 65-jährige Personen. Die durchschnittliche Haushaltsgröße betrug 3,58 und die durchschnittliche Familiengröße 4,02 Personen.
Der Median des Alters in der Stadt betrug 25 Jahre. 38,1 % der Einwohner waren unter 18, 11,7 % zwischen 18 und 24, 26,6 % zwischen 25 und 44, 14 % zwischen 45 und 64 und 9,6 65 Jahre oder älter. Auf 100 Frauen kamen 99 Männer, bei den über 18-Jährigen waren es 94,7 Männer auf 100 Frauen.
Alle Angaben zum mittleren Einkommen beziehen sich auf den Median. Das mittlere Haushaltseinkommen betrug 27.583 US$, in den Familien waren es 28.304 US$. Männer hatten ein mittleres Einkommen von 25.185 US$ gegenüber 25.779 US$ bei Frauen. Das Pro-Kopf-Einkommen betrug 10.366 US$. Etwa 29,1 % der Familien und 34,5 % der Gesamtbevölkerung lebte unterhalb der Armutsgrenze; das betraf 46,2 % der unter 18-Jährigen und 18,1 % der über 65-Jährigen.

### Census 2010
Nach der Volkszählung von 2010 gab es in Sunnyside 15.858 Einwohner, 4.332 Haushalte und 3.428 Familien. Die Bevölkerungsdichte betrug 923,5 pro km². Es gab 4.556 Wohneinheiten bei einer mittleren Dichte von 265,3 pro km².
Die Bevölkerung bestand zu 43,4 % aus Weißen, zu 0,3 % aus Afroamerikanern, zu 0,9 % aus Indianern, zu 0,7 % aus Asiaten, zu 52,3 % aus anderen „Rassen“ und zu 2,3 % aus zwei oder mehr „Rassen“. Hispanics oder Latinos „jeglicher Rasse“ bildeten 82,2 % der Bevölkerung.
Von den 4332 Haushalten beherbergten 57,8 % Kinder unter 18 Jahren, 49,6 % wurden von zusammen lebenden verheirateten Paaren, 21,1 % von alleinerziehenden Müttern und 8,4 % von alleinstehenden Vätern geführt; 20,9 % waren Nicht-Familien. 17 % der Haushalte waren Singles und 8,6 % waren alleinstehende über 65-jährige Personen. Die durchschnittliche Haushaltsgröße betrug 3,6 und die durchschnittliche Familiengröße 4,02 Personen.
Der Median des Alters in der Stadt betrug 25 Jahre. 38,5 % der Einwohner waren unter 18, 11,4 % zwischen 18 und 24, 26,4 % zwischen 25 und 44, 15,3 % zwischen 45 und 64 und 8,3 65 Jahre oder älter. Von den Einwohnern waren 50,1 % Männer und 49,9 % Frauen.

## Attraktionen und Events

### Lighted Farm Implement Parade

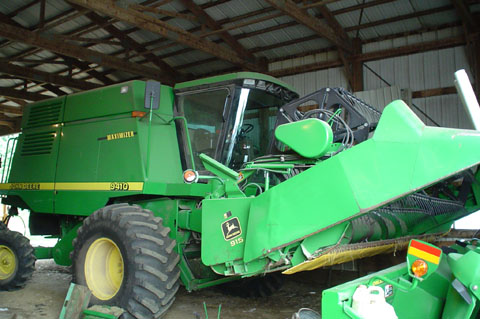
Ein Mähdrescher 9410 von John Deere als typischer Teilnehmer an der Parade

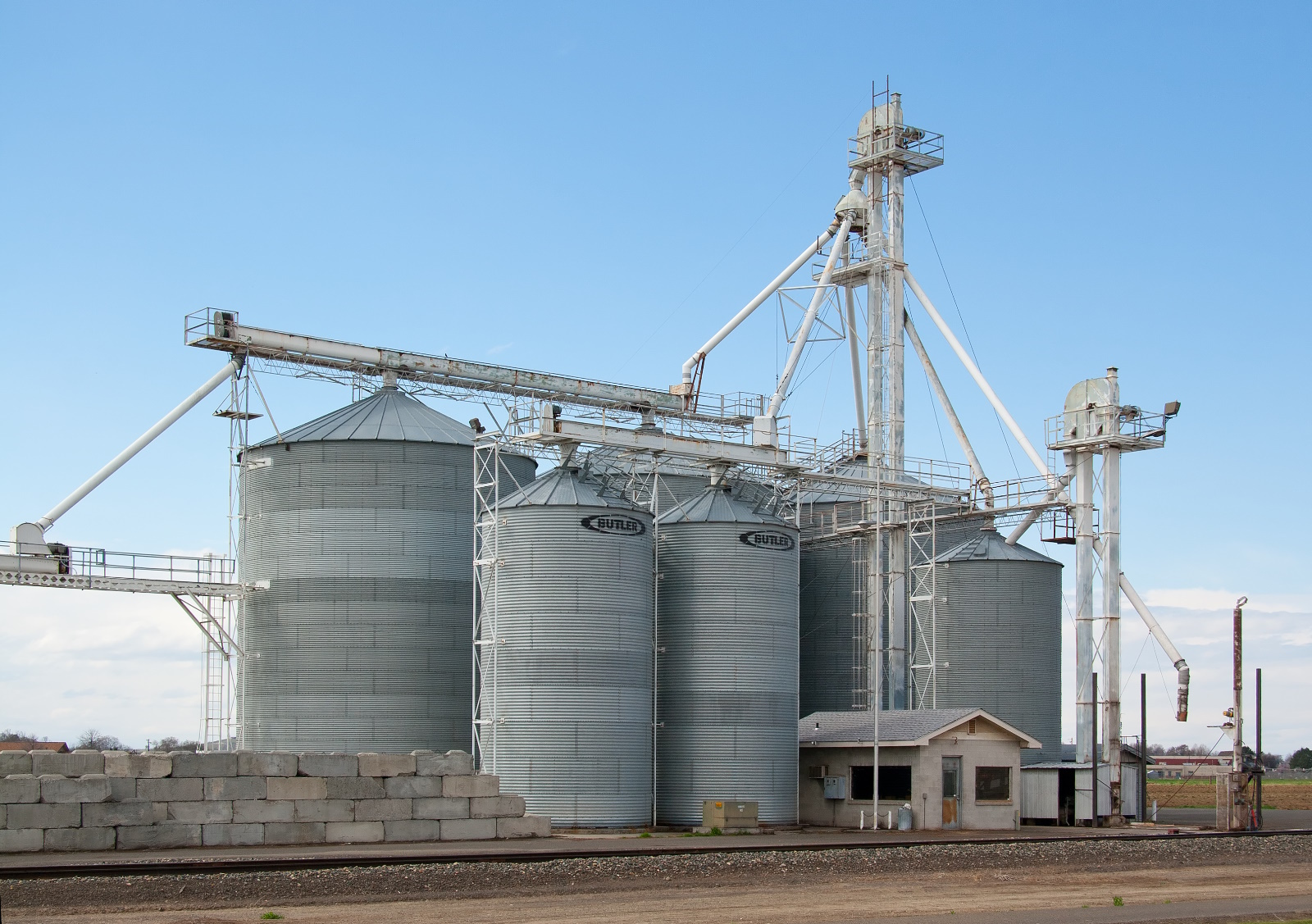
Silos in Sunnyside

Als die Lighted Farm Implement Parade 1989 das erste Mal veranstaltet wurde, nannte man sie „die herausragende beleuchtete Parde des Nordwestens“. Sie findet üblicherweise im frühen Dezember statt; an der Parade nehmen „landwirtschaftliche Geräte wie Mähdrescher, Lastwagen, Spritzgeräte, Trauben-Erntemaschinen und alle Typen von Traktoren“ teil, die mit farbenfrohen Lichtern dekoriert sind. Die Veranstaltung von 2006 hatte mehr als 70 Teilnehmer an der Parade. Das TV-Netzwerk A&E nannte sie einst unter den „Top 10“ solcher Veranstaltungen in den Vereinigten Staaten. Die Parade war die erste dieser Art im Yakima Valley.

### Darigold-Käsefabrik
Die Darigold Dairy Fair erzeugt Käse (jährlich etwa 68.000 t), wird jedoch meist wegen ihrer farbenfrohen Fassade und der zirkusartigen Dekoration genannt, die auch ein Paar auf einem Trapez schwingender Kühe umfasst. Der Dairy Fair Store wurde 2012 geschlossen.

### Sunnyside Historical Museum
In Downtown Sunnyside angesiedelt, beherbergt und zeigt das Museum Artefakte und Dokumente mit dem Fokus auf die Frühzeit von Sunnyside. Das Museumsgebäude wurde der Stadt von Robert und Martha McIntosh geschenkt, die das Geschäft von der Familie der Walter C. Ball & Sons, örtlich ansässigen Unternehmern, gekauft hatte. Sowohl die McIntoshs als auch die Balls gehörten zu den Gründungspionieren von Sunnyside. Der Sunnyside Memorial Cemetery, begründet von der Familie Ball, befindet sich nördlich der Stadt. Die einsame Liegenschaft wurde von Percy Ball gestaltet, um der Chingford Church in Walthamstow (England) ähnlich zu sein, wo Walter C. Ball und seine Frau Amelia gemeinsam aufgewachsen waren. Das Gebäude wurde zur Einäscherung genutzt, bis es baufällig wurde. Die Gräber der Familie Ball befinden sich auf der Ostseite des Geländes.

## Legislative
In Sunnyside besteht die Legislative aus einem Council-Manager-Konstrukt (gewählter Stadtrat für die politischen Entscheidungen und von diesem bestellter City Manager für die Verwaltung). 2013 wurde Donald Day zum City Manager bestellt; zum Stadtrat gehören Julia Hart als Bürgermeisterin (gewählt 2018) und Francisco Guerrero als stellvertretender Bürgermeister (gewählt 2018).

## Bildung
Viele der ursprünglichen Schulbauten in Sunnyside und der unmittelbar nordwestlich gelegenen Stadt Outlook sind entweder bis auf die Grundmauern niedergebrannt oder wurden für die Errichtung größerer und besser ausgestatteter Gebäude abgerissen. Einer der Original-Bauten, die immer noch genutzt werden, ist die Lincoln School an der Kreuzung Lincoln Street/ Sixth St. Das zweistöckige Gebäude mit einer am Ostflügel angebauten Turnhalle wurde 1927 errichtet. 1928 war den weiblichen Lehrern die Heirat untersagt. Bei Heirat wurde ihr Lehrvertrag aufgelöst.
Das Land, auf dem sich die Lincoln School befindet, wurde dem Schulbezirk 1926 von H. Lloyd Miller geschenkt. Er und seine Frau stifteten außerdem das benachbarte Grundstück zwischen der Schule und der 9th Avenue als Sportflächen für die Schüler. Die Lincoln School ist immer noch eines der ältesten Gebäude im Schulbezirk. Sie wurde zur Aufnahme der Verwaltungsbüros des Schulbezirks umgebaut und renoviert. Außerdem enthält das Gebäude Räume für Kindergarten-Gruppen.
Die Sunnyside High School wurde 2015 und 2016 als School of Distinction ausgezeichnet. Gemäß der ESD105 wird der „Preis Schools of Distinction an die Top-5-Prozent der Schulen in Washington, welche die höchsten Niveaus anhaltender Verbesserung in den Fächern englische Sprache und Mathematik sowie die höchsten Abschlussraten unter den Studenten über die letzten fünf Jahre erreicht haben“, verliehen.

### Öffentliche Schulen
- Sunnyside High School
- Sierra Vista Middle School
- Harrison Middle School
- Chief Kamiakin Elementary School
- Pioneer Elementary School
- Washington Elementary School
- Sun Valley Elementary School
- Outlook Elementary School
- Lincoln School Building (Administration Bldg.)

### Privatschulen
- Sunnyside Christian High School
- Sunnyside Christian Elementary School
- Calvary Lutheran Pre-School and Kindergarten

## Bibliotheken
Sunnyside hat eine öffentliche Bibliothek. Die ursprüngliche öffentliche Bibliothek, eine Carnegie-Bibliothek, wurde 1911 gebaut. Sie wurde 1964 durch das heutige Bibliotheksgebäude ersetzt. Es ist die zweitgrößte Bibliothek im Yakima Valley Regional Library System und hat eine der größten spanischsprachigen Sammlungen in diesem System.

## Persönlichkeiten
- Bonnie Jeanne Dunbar (* 1949) – NASA-Astronautin; schloss die Sunnyside High School 1967 ab
- Jake Kupp – NFL-Kader der Dallas Cowboys, Washington Redskins, Atlanta Falcons und New Orleans Saints, Highschool-Absolvent in Sunnyside
- Scott Linehan – Offensiv-Koordinator der Dallas Cowboys in der NFL, früherer Cheftrainer der St. Louis Rams (2006–2008); 1963 in Sunnyside geboren und dort aufgewachsen, schloss die Sunnyside High School 1982 ab
- Scott Meyer – Autor des Webcomics Basic Instructions
- Jim Pomeroy (1952–2006) – Profi-Motocross-Fahrer, erster US-amerikanischer Weltmeister (1973); hier geboren
- Jens Pulver – Boxer und MMA-Kämpfer, erster UFC-Leichtgewicht-Champion; 1974 in Sunnyside geboren
- Earl Smith – Outfielder der Pittsburgh Pirates; 1928 in Sunnyside geboren
- Rob Thomas (* 1965) – Schöpfer von Veronica Mars; hier geboren
- Irv Newhouse – Abgeordneter des Washington House of Representatives von 1965 bis 1980, und des State Senate von 1980 bis 1998; 1920 in Sunnyside geboren
- Dan Newhouse (* 1955) – seit 2015 Abgeordneter des US-Repräsentantenhauses aus dem 4. Kongresswahlbezirk in Washington; hier geboren